# Бхачунг Бхутія
Бхачунг Бхутія (англ. Bhaichung Bhutia, нар. 15 грудня 1976 року, Тінкітам, Сіккім, Індія) — колишній індійський футболіст з штату Сіккім, який грав нападаючим.

## Ранні роки
Почав навчання в школі Святого Ксаверія в Пакйонге, що в Східному Сіккімі. Зі своєю школою він успішно виступав на внутрішньому рівні, після чого вступив до Академії Таші Намг'яла в Гангтоці. Далі він виступав за різні школи і клуби Сіккіму, поки не виграв кубок Суброто в 1992 році, після чого був помічений в футбольних колах Індії.

## Клубна кар'єра
У 1993 році у віці 16 років він кинув навчання і приєднався до клубу «Іст Бенгал», який в ті роки був досить успішний і виступав в Кубку кубків АФК. У 1995 році Бхутія перейшов в «JCT Міллз», з яким в перший же рік став чемпіоном країни, найкращим бомбардиром чемпіонату і гравцем року в Індії. Ці успіхи не залишилися непоміченими, і його викликали для участі в Кубку Неру. У 1997 році він повернувся в «Іст Бенгал», в 1998 році став його капітаном.
У 1999 році Байчунг відправився в Англію, де невдало намагався потрапити в клуби Першого дивізіону («Фулхем») і прем'єр-ліги («Астон Вілла»). У підсумку він опинився в команді другого дивізіону - «Бері», з яким за три роки вилетів в третій дивізіон. Відігравши першу половину сезону 2002/03 в третьому дивізіоні, Байчунг повернувся в клуб-середняк національної футбольної ліги Індії - «Мохун Баган», де провів решту сезону.
На наступний сезон 2003/04 Байчунг повернувся в «Іст Бенгал», з яким завоював Кубок АСЕАН. У 2003 і 2005 роках він віддавався в оренду двом малайзійським клубам: «Перак» і «МК Ленд» відповідно.
З 2006 року він знову виступає за «Мохун Баган», який має успіхи лише в місцевій футбольній лізі Калькутти, залишаючись середняком I-ліги. Контракт Байчунга з клубом укладено до 2010 року.

## Кар'єра в збірній
Збірна Індії при Байчунзі жодного разу не пробивалася на чемпіонат світу чи кубок Азії. Участь Байчунга в великих турнірах обмежилося лише трьома Азійськими іграми (1998, 2002, 2006), де Індія тричі не змогла подолати груповий етап, а сам він відзначився двома дублями в 2002 році в іграх проти Бангладеш і Туркменістану. У 2008 році Індія брала участь в домашньому для себе кубку виклику АФК - турнірі для слабких 16-ти команд конфедерації. Бхутія Байчунг був визнаний кращим гравцем турніру, забивши при цьому три голи, а індійці виграли і сам трофей і приз fair play. 10 січня 2012 року на стадіоні Джавахарлал Неру в Делі провів прощальний матч у складі збірної, в якому його команда поступилася мюнхенської «Баварії» з рахунком 0:4.

### Голи за збірну
| #   | Дата       | Місце                               | Суперник     | Рахунок | Результат | Змагання                                        |
| --- | ---------- | ----------------------------------- | ------------ | ------- | --------- | ----------------------------------------------- |
| 1.  | 29.03.1995 | Сугатадаса, Коломбо                 | Шрі-Ланка    | 1–0     | 2–2       | Чемпіонат федерації футболу Південної Азії 1995 |
| 2.  | 29.03.1995 | Сугатадаса, Коломбо                 | Шрі-Ланка    | 2–0     | 2–2       | Чемпіонат федерації футболу Південної Азії 1995 |
| 3.  | 06.03.1996 | Букіт-джаліл, Куала-Лумпур          | Малайзія     | 2–5     | 2–5       | Відбір на Кубок Азії з футболу 1996             |
| 4.  | 11.04.1997 | Джавахарлал Неру, Кочі              | КНР          | 1–2     | 1–2       | Кубок Неру 1997                                 |
| 5.  | 07.09.1997 | Дасаратх Рангасала, Катманду        | Бангладеш    | 3–0     | 3–0       | Чемпіонат федерації футболу Південної Азії 1997 |
| 6.  | 09.09.1997 | Дасаратх Рангасала, Катманду        | Мальдіви     | 1–0     | 2–2       | Чемпіонат федерації футболу Південної Азії 1997 |
| 7.  | 13.09.1997 | Дасаратх Рангасала, Катманду        | Мальдіви     | 2–0     | 5–1       | Чемпіонат федерації футболу Південної Азії 1997 |
| 8.  | 26.04.1999 | Фаторда, Маргао                     | Пакистан     | 1–0     | 2–0       | Чемпіонат федерації футболу Південної Азії 1999 |
| 9.  | 26.04.1999 | Фаторда, Маргао                     | Пакистан     | 2–0     | 2–0       | Чемпіонат федерації футболу Південної Азії 1999 |
| 10. | 29.04.1999 | Фаторда, Маргао                     | Мальдіви     | 1–0     | 2–1       | Чемпіонат федерації футболу Південної Азії 1999 |
| 11. | 01.05.1999 | Фаторда, Маргао                     | Бангладеш    | 2–0     | 2–0       | Чемпіонат федерації футболу Південної Азії 1999 |
| 12. | 15.04.2001 | Бенгалуру, Бенгалуру                | Ємен         | 1–1     | 1–1       | Відбір на Чемпіонат світу з футболу 2002        |
| 13. | 20.05.2001 | Бенгалуру, Бенгалуру                | Бруней       | 3–0     | 5–0       | Відбір на Чемпіонат світу з футболу 2002        |
| 14. | 10.12.2005 | Народний футбольний стадіон, Карачі | Бутан        | 1–0     | 3–0       | Чемпіонат федерації футболу Південної Азії 2005 |
| 15. | 17.12.2005 | Джинна, Ісламабад                   | Бангладеш    | 2–0     | 2–0       | Чемпіонат федерації футболу Південної Азії 2005 |
| 16. | 18.02.2006 | Гонконг, Ваньчай                    | Гонконг      | 2–2     | 2–2       | Товариський матч                                |
| 17. | 17.08.2007 | Амбедкар, Нью-Делі                  | Камбоджа     | 2–0     | 6–0       | Кубок Неру 2007                                 |
| 18. | 20.08.2007 | Амбедкар, Нью-Делі                  | Бангладеш    | 1–0     | 1–0       | Кубок Неру 2007                                 |
| 19. | 26.08.2007 | Амбедкар, Нью-Делі                  | Киргизстан   | 1–0     | 3–0       | Кубок Неру 2007                                 |
| 20. | 03.06.2008 | Расмі Дханду, Мале                  | Непал        | 2–0     | 4–0       | Чемпіонат федерації футболу Південної Азії 2008 |
| 21. | 22.07.2008 | Лал Багадур Шастрі, Гайдарабад      | Малайзія     | 1–0     | 1–1       | Товариський матч                                |
| 22. | 03.08.2008 | Гачібовлі, Гайдарабад               | Туркменістан | 1–0     | 2–1       | Кубок АФК 2008                                  |
| 23. | 03.08.2008 | Гачібовлі, Гайдарабад               | Туркменістан | 2–0     | 2–1       | Кубок АФК 2008                                  |
| 24. | 13.08.2008 | Амбедкар, Нью-Делі                  | Таджикистан  | 2–0     | 4–1       | Кубок АФК 2008                                  |
| 25. | 14.01.2009 | Гонконг, Ваньчай                    | Гонконг      | 1–1     | 1–2       | Товариський матч                                |
| 26. | 23.08.2009 | Амбедкар, Нью-Делі                  | Киргизстан   | 1–0     | 2–1       | Кубок Неру 2009                                 |
| 27. | 26.08.2009 | Амбедкар, Нью-Делі                  | Шрі-Ланка    | 1–0     | 3–1       | Кубок Неру 2009                                 |

## Поза полем
Незважаючи на те, що сім'я Бхутія — буддисти, сам Байчунг — атеїст. Він одружений зі своєю давньою подругою Мадхурі Тіпніс з 27 грудня 2004 року.
У листопаді 2003 року Байчунг підписав рекламний контракт з Adidas, зараз він також рекламує Nike. У місті Намче його рідного штату Сіккім уряд побудував стадіон, який був названий на честь нього — «Байчунг».
17 квітня 2008 року Байчунг повинен був взяти участь в естафеті Олімпійського вогню в Нью-Делі, проте він відмовився нести олімпійський факел, так як проводив Олімпіаду в своїй столиці Китай, на його думку, проводив в сусідньому з Сіккімом Тибеті неприйнятну політику.
На його честь названо стадіон у Намчі, Південний Сіккім.

## Титули і досягнення
- Переможець Національної футбольної ліги: 2003-04
- Володар Кубка Федерації: 2006, 2008, 2009-10, 2010
- Володар Суперкубка Індії: 2007, 2009, 2011

Збірні
- Переможець Чемпіонату Південної Азії: 1997, 1999, 2005
- Володар Кубка виклику АФК: 2008

## Нагороди
- Спортивна премія Арджуна - 1998
- Орден Падма Шрі - 2008
- Нагорода уряду Західної Бенгалії Банга Бхушан - 2014
- Включений до залу слави азійського футболу - 2014
- Включений IFFHS до списку 48 футбольних легенд - 2016[4]